# John D. MacDonald
John Dann MacDonald (Sharon, 24 luglio 1916 – Milwaukee, 28 dicembre 1986) è stato uno scrittore statunitense.
Nel 1972, MacDonald ha vinto il Grand Master del Mystery Writers of America e ha vinto l'American Book Award nel 1980. Stephen King lo definì «il grande intrattenitore della nostra epoca e un fantastico narratore». 

## Biografia
Nato a Sharon nella Contea di Mercer in Pennsylvania, MacDonald si iscrisse alla Wharton School dell'Università della Pennsylvania e si laureò con lode, ma ottenne solo un umile posto di lavoro nella città di New York. Mentre frequentava la Syracuse University incontrò Dorothy Prentiss, che sposò nel 1937. MacDonald fu poi in grado di fare buon uso della sua formazione in economia e commercio descrivendo truffe in numerosi suoi romanzi.
Nel 1940 MacDonald entrò nell'esercito negli Ordnance Corps, in Estremo Oriente durante la seconda guerra mondiale. Mentre si trovava al campo militare, la sua carriera letteraria iniziò quando scrisse un breve racconto nel 1945 e lo inviò a casa per divertire la moglie. Lei lo presentò, ad insaputa del marito, alla rivista Story, che lo accettò. Tornato dalla guerra, si concentrò nella scrittura di racconti brevi, e in seguito ideò 20 romanzi. La rivista Dime Detective pubblicò alcuni racconti a pagamento. Presto lo scrittore divenne famoso.
È stato autore di molti romanzi gialli, spesso ambientati in Florida. Le sue opere più popolari appartengono alla serie di Travis McGee e il romanzo singolo più conosciuto è Il promontorio della paura (The Executioners) (1958), da cui sono stati tratti i film Il promontorio della paura (1962) e Cape Fear - Il promontorio della paura (1991). Ha scritto anche romanzi di fantascienza e saggi.
È morto all'età di 70 anni, il 28 dicembre 1986, per le complicazioni derivate da un intervento al cuore; era in coma già dal 10 dicembre. La stampa dell'epoca lo ricorda per la sua prolificità, per la carriera partita da modeste premesse e anche per la serie di Travis McGee, sentito come un personaggio alternativo rispetto al Philip Marlowe di Raymond Chandler..

## Opere

### Serie di Travis McGee
- Una tragedia tutta azzurra (The Deep Blue Good-by) (1964) Gialli Garzanti n. 22 1º marzo 1965
- Incubo rosa (Nightmare in Pink) (1964) Gialli Garzanti n. 27 10 maggio 1965
- Un posto rosso per morire (A Purple Place for Dying) (1964) Gialli Garzanti n. 27 13 settembre 1965 e I Classici del Giallo Mondadori n.1331 (2013)
- La volpe scarlatta (The Quick Red Fox) (1964) Gialli Garzanti n. 48 28 febbraio 1966
- La morte viene dal Messico (A Deadly Shade of Gold) (1965) Garzanti per tutti n.170 (1969)
- Il sudario verde (Bright Orange for the Shroud) (1965) Garzanti, 1969; Gialloarancio per il sudario, traduzione di Roberto Massari, Massari editore, Bolsena (VT), 2022 ;
- La sirena reticente (Darker than Amber) (1966) Il Giallo Mondadori n. 1105 5 aprile 1970
- One Fearful Yellow Eye (1966)
- Pale Gray for Guilt (1968)
- The Girl in the Plain Brown Wrapper (1968)
- Dress Her in Indigo (1969)
- The Long Lavender Look (1970)
- Un silenzio rosso sangue (A Tan and Sandy Silence) (1972) Il Giallo Mondadori n. 1527 11 aprile 1976
- The Scarlet Ruse (1973)
- The Turquoise Lament (1973)
- Sette cadaveri per Macgee (The Dreadful Lemon Sky) (1975) Il Giallo Mondadori n. 1419 7 maggio 1978
- Un uomo in mare per Travis McGee (The Empty Copper Sea) (1978) Il Giallo Mondadori n. 1655 19 ottobre 1990
- Requiem per la mia donna (The Green Ripper) (1979) Il Giallo Mondadori n. 1696 2 agosto 1981
- A corpo morto (Free Fall in Crimson) (1981) Il Giallo Mondadori n. 1922 1º dicembre 1985
- Cinnamon Skin (1982)
- The Lonely Silver Rain (1985)

### Romanzi singoli
- The Brass Cupcake (1950)
- Tra le file (Murder for the Bride) (1951) Serie Spia Contro Spia Longanesi n. 2, 1968
- Judge Me Not (1951)
- Weep for Me (1951)
- The Damned (1952)
- Aut Aut (Dead Low Tide) (1953) I Gialli Proibiti Longanesi n. 63, aprile 1958
- Giungla al neon (The Neon Jungle) (1953) Il Giallo Mondadori n. 928, 13 novembre 1966
- Cancel All Our Vows (1953)
- All These Condemned (1954)
- Nemico alle spalle (Area of Suspicion) (1954) Segretissimo Mondadori n. 24, 1963
- Contrary Pleasure (1954)
- Maledizione sepolta (A Bullet for Cinderella, ripubblicato come On the Make) (1955) Il Giallo Mondadori n. 524, 15 febbraio 1959
- Trappola mortale (Cry hard, cry fast), Collana Gialli Ponzoni n 16, 1959;  Grida forte, grida ora (Cry Hard, Cry Fast) (1956) Robin, 2002;
- Il cane alla catena (April Evil) (1956) Il Giallo Mondadori n. 527, 8 marzo 1959
- Border Town Girl (ripubblicato come Five Star Fugitive) (1956)
- Assassinio nel vento (Murder in the Wind ripubblicato come Hurricane) (1956) La Tribuna Serie Giallissimo n. 19;1963; Mattioli 1885, Fidenza 2022 traduzione di Nicola Manuppelli
- You Live Once (ripubblicato come You Kill Me) (1956)
- La casa di carne (Death Trap) (1957) Suspense I Libri Che scottano Longanesi n. 60, aprile 1960
- La morte conta i dollari (The Price of Murder) (1957) Il Giallo Mondadori n. 599, 24 luglio 1960
- Vendetta palace (The Empty Trap)) (1957) Gialli Giumar Serie Nera n. 28, marzo 1960
- Ti ho visto (A Man of Affairs) (1957) Longanesi, 1964
- The Deceivers (1958)
- Clemmie (1958)
- Il promontorio della paura (The Executioners, 1957[7] o 1958[8]) ripubblicato come Cape Fear, A. Mondadori, 1992; Mattioli 1885, Fidenza 2019 traduzione di Nicola Manuppelli.
- Colpo jellato (Soft Touch) (1958) Il Giallo Mondadori n. 667 12 novembre 1961; Facile preda (Soft touch), Mattioli 1885, Fidenza 2021 traduzione di Nicola Manuppelli;
- Tornare indietro (Deadly Welcome) (1959) Suspense I libri Che Scottano Nuova Serie Longanesi n. 64, novembre 1966
- Le dolci dita (The Beach Girls) (1959) Suspense I Libri Che Scottano Nuova Serie Longanesi n. 10, marzo 1962
- Please Write for Details (1959)
- The Crossroads (1959)
- Slam the Big Door (1960)
- The Only Girl in the Game (1960)
- Branco di lupi (The End of the Night) (1960) Il Giallo Mondadori n. 743, 28 aprile 1963; Il termine della notte (The End of the Night), Mattioli 1885, Fidenza 2018 traduzione di Nicola Manuppelli;
- Non ho paura (Where is Janice Gantry?) (1961) Il Giallo Mondadori n. 784, 9 febbraio 1964
- Sogni di sabbia (One Monday We Killed Them All) (1961) Suspense I Libri Che Scottano Nuova Serie Longanesi n. 26, luglio 1963
- A Key to the Suite (1962)
- Un Raggio verde (A Flash of Green) (1962), Mattioli 1885, Fidenza 2024 traduzione di Nicola Manuppelli
- I Could Go On Singing (1963)
- Non insistere (On the Run) (1963) Suspense I Libri Che Scottano Nuova Serie Longanesi n. 31, dicembre 1963
- Dovere di uccidere (The Drowner) (1963) I Garzanti n. 218, 1970
- The Last One Left (1966)
- Condominium (1977)
- One More Sunday (1984)
- Barrier Island (1986)

### Racconti
- Omicidio colposo (Hit And Run) (1961) contenuto nella raccolta Ellery Queen presenta Estate gialla 1969 Mondadori (1969)
- In un piccolo motel (In A Small Motel) (1955) contenuto nella raccolta American Pulp. I grandi maestri della crime story Mondadori (2001)

### Antologie
- The Lethal Sex (1959)
- End of the Tiger and Other Stories (1966)
- S*E*V*E*N (1971)
- Other Times, Other Worlds (1978)
- The Good Old Stuff (1982)
- Two (romanzo)|Two (1983)
- More Good Old Stuff (1984)

### Fantascienza
- Wine of the Dreamers, 1951, in seguito con il titolo Planet of the Dreamers
  - Il pianeta dei sognatori, Aldo Martello Editore, 1954;
  - Il pianeta dei vigilanti, collana Cosmo Oro n. 176, Milano: Nord, 1999;
- Ballroom of the Skies (1952)
- The Girl, the Gold Watch & Everything (1962)

### Saggistica
- The House Guests (1965)
- No Deadly Drug (1968)
- Nothing Can Go Wrong (1981)
- A Friendship: The Letters of Dan Rowan and John D. MacDonald 1967-1974 (1986)
- Reading for Survival (1987)

## Filmografia
- 1961: Trappola per uomini (Trap-Man), diretto da Edmond O'Brien è basato sul romanzo Soft Touch;
- 1962: Il promontorio della paura, diretto da J. Lee Thompson, dal romanzo The Executioners; 
  - 1991: Cape Fear - Il promontorio della paura, remake diretto da Martin Scorsese;
- 1963: The Deep End, episodio della serie televisiva Kraft Suspense Theatre, dal romanzo Soft Touch;
- 1967: Cry Hard, Cry Fast, due episodi della serie televisiva I giorni di Bryan, terza stagione, dall'omonimo romanzo.
- 1970: Grande caldo per il racket della droga , film dal romanzo Darker than Amber, diretto da Robert Clouse;
- 1973: Linda, film TV diretto da Jack Smigth, dal romanzo Border Town Girl, con Stella Stevens;
  - 1993: Un bacio prima di uccidere (Linda), film TV diretto da Nathaniel Gutman, con Virginia Madsen;
- 1980: The Girl, the Gold Watch & Everything , film TV diretto da William Wiard, dall'omonimo romanzo.
  - 1981: The Girl, the Gold Watch & Dynamite (L'orologio magico, sequel del precedente), film TV diretto da Hy Averback.
- 1980: Condominium, miniserie TV con Barbara Eden.
- 1983:Il mare vuoto (Travis McGee), film TV dal romanzo The Empty Copper Sea, con Sam Elliott, regia di Andrew V. McLaglen
- 1984  A Flash of Green film dall'omonimo romanzo, diretto da Victor Nuñez, con Ed Harris.